# HP-Reveal
HP-Reveal (anteriormente denominada Aurasma) es una plataforma web en línea para crear contenidos de realidad aumentada. Cuenta con una aplicación para IOS y Android.
Es una plataforma web con la cual se puede  proyectar y crear recursos de realidad aumentada que permiten potenciar los contenidos estáticos impresos, generando interactividad y dinamismo.

## Características
Interfaz intuitiva y fácil de usar : Permite crear  y  ensamblar contenidos rápidamente.
AR personalizada: Contenidos focalizados a audiencias específicas a través de herramientas sofisticadas.
Información de campaña en tiempo real: Permite monitorear los resultados o efectos de una  campaña a través de un panel de análisis completo.